# ژین گونزاله
ژین گونزاله (فرانسوی: Gines Gonzalez‎؛ زادهٔ ۱۱ سپتامبر ۱۹۳۸) بازیکن فوتبال اهل فرانسه بود.
از باشگاه‌هایی که در آن بازی کرده‌است می‌توان به باشگاه فوتبال سن-اتین، باشگاه فوتبال استراسبورگ، و باشگاه فوتبال سن-اتین اشاره کرد.
وی همچنین در تیم ملی فوتبال فرانسه بازی کرده‌است.